# Красин, Павел Михайлович
Павел Михайлович Красин (8.03.1875, Казань —  22 марта 1946 года, Москва), зав. кафедрой топографической анатомии и оперативной хирургии (1918—1928), общей хирургии (1928—1930)

## Биография
Родился в семье профессора Казанской духовной академии. Окончил в 1894 г. 3-ю Казанскую гимназию и поступил на медицинский факультет КУ, получив в 1899 г. диплом лекаря с отличием. После окончания университета был определён сверхштатным ординатором при госпитальной хирургической клинике КУ, а в 1901 г. утверждён штатным ординатором этой клиники и находился в данной должности до марта 1903 г. Затем Красину была предоставлена стипендия сроком на два года для подготовки к профессорскому званию. Проф. И. А. Праксин, рекомендуя Красина на вакансию профессорского стипендиата, отмечал: «Исполняя обязанности ординатора с усердием и знанием дела, проявил себя не только способным и мыслящим врачом, но успел обнаружить и недюжинные преподавательские способности в качестве непосредственного помощника профессора, руководя на практических занятиях производством некоторых операций и перевязок студентов-медиков 5 курса». В виду затянувшегося утверждения его в должности профессорского стипендиата в Министерстве народного просвещения П. М. поступил на службу земским врачом в Уфимскую губернию, где заведовал участком и делал операции в городской больнице.
Во время Русско-японской войны находился на полях сражений с 20 мая 1904 г. по 14 октября 1905 г. в качестве врача отряда имени Казанского университета. В связи с этим по постановлению Правления университета за П. М. была сохранена стипендия, и выдача ее началась после его возвращения с войны в университет.
В мае 1907 г. защитил докторскую диссертацию «К учению о регенерации периферических нервов после повреждения их». В 1908 г. командирован за границу на 1 год для ознакомления с постановкой клинического преподавания в клиниках и госпиталях Берлина, Парижа, Лозанны, Берна и Вены. Кроме этого специально изучал клинику болезней уха, горла и носа. После возвращения из командировки в ноябре 1909 г. П. М. был утвержден сверхштатным ассистентом, а в марте 1911 г. — приват-доцентом по кафедре госпитальной хирургии, и ему было поручено преподавание отиатрии. В 1912 г. был перемещен на должность прозектора кафедры оперативной хирургии с топографической анатомией КУ, с 1914 г. вновь вел обязательный курс отиатрии.
В годы первой мировой войны занимал последовательно должности ординатора и старшего врача в 12-м лазарете Красного Креста, в 1-м и 59-м городских госпиталях, а также читал новый курс по уходу за ранеными.
В октябре 1917 г. был объявлен конкурс на соискание вакантной кафедры оперативной хирургии с топографической анатомией КУ, в котором приняли участие 5 человек. П. М. получил наибольшее количество голосов и был избран экстраординарным профессором названной кафедры. В годы гражданской войны П. М. работал хирургом в лазаретах Красного Креста, в 93-м сводном военном госпитале, в 12-м Главном военном госпитале и хирургическом отделении Шамовской больницы.
В 1927 г. Правлением университета П. М. был командирован в Францию для изучения современных методов преподавания оперативной хирургии и топографической анатомии. В 1931 г. был утвержден в должности профессора пропедевтической хирургической клиники и в том же году был освобожден от обязвнностей директора этой клиники в связи с её сворачиванием.

В первые же дни Великой Отечественной войны в возрасте 66 лет добровольно ушёл на фронт. В течение двух лет работал ведущим хирургом эвакогоспиталей, дислоцировавшихся в Архангельском, Волоколамске, Кунцеве и Барвихе (под Москвой). Участник битвы за Москву. В 1943 был демобилизован и снят с воинского учёта в звании подполковника медицинской службы (по состоянию здоровья). 16 ноября 1943 письменно обратился к директору МХТИ П. В. Дыбиной с просьбой о зачислении на военную кафедру института для чтения курса военно-санитарной подготовки. Проработал в институте до конца 1943 года.
— Е.Н.Будрейко, А.П.Жуков. Профессора Университета Менделеева:XX век М.: РХТУ им.Д.И.Менделеева. — Москва: РХТУ им. Д.И.Менделеева, 2006. — С. 310. — 756 с. — ISBN 5-7237-0513-X.
Похоронен на Ваганьсковском кладбище в Москве.